# Olga River
Der Olga River ist ein Fluss im Südwesten des australischen Bundesstaates Tasmanien. 

## Geografie

### Flusslauf
Der fast 25 Kilometer lange Olga River entspringt östlich des Mount Eleanor im Westteil des Franklin-Gordon-Wild-Rivers-Nationalparks. Er fließt nach Norden und mündet bei der Siedlung Moores Landing in den Gordon River.

### Nebenflüsse mit Mündungshöhen
Nebenflüsse des Olga River sind:
- Reynolds Creek – 41 m
- Stranger Creek – 35 m